# Lijst van onderscheidingen van Frans Ferdinand van Oostenrijk-Este
De aartshertog Frans Ferdinand van Oostenrijk-Este (1863 – 1914) bezat de volgende onderscheidingen.
|    | rang                      | orde                                                                                              | land                                                | datum             |
| -- | ------------------------- | ------------------------------------------------------------------------------------------------- | --------------------------------------------------- | ----------------- |
| 1  | Ridder                    | Orde van het Gulden Vlies                                                                         | Spanje                                              | 1878              |
| 2  | Grootkruis                | Orde van de Heilige Stefanus                                                                      |                                                     | 1893              |
| 3  |                           | Kruis voor Militaire Verdienste (Oostenrijk-Hongarije) met Briljanten                             | Oostenrijk-Hongarije                                |                   |
| 4  |                           | Signum Laudis in zilver op rood lint                                                              | Oostenrijk-Hongarije                                |                   |
| 5  | 2e Klasse                 | Dienstonderscheiding voor Officieren                                                              |                                                     |                   |
| 6  | Brons                     | Jubileum-Herinneringsmedaille                                                                     |                                                     |                   |
| 7  | Grootkruis                | Huisorde van Albrecht de Beer                                                                     | Hertogdom Anhalt                                    |                   |
| 8  | Ridder                    | Huisorde van de Trouw                                                                             | Groothertogdom Baden                                |                   |
| 9  | Ridder                    | Huisridderorde van Sint-Hubertus                                                                  | Koninkrijk Beieren                                  | 1895              |
| 10 | Medaille                  | Herinneringsmedaille van het 70ste jubileum militair dienst van Prins-regent Luitpold van Beieren | Koninkrijk Beieren                                  |                   |
| 11 | Grootlint                 | Leopoldsorde                                                                                      | Koninkrijk België                                   |                   |
| 12 | Keten                     | Orde van Sint-Cyrillus en Sint-Methodius                                                          | Koninkrijk Bulgarije                                |                   |
| 13 | Ridder                    | Orde van de Olifant                                                                               | Koninkrijk Denemarken                               | 12 mei 1908       |
| 14 | Grootkruis                | Saksisch-Ernestijnse Huisorde                                                                     | Ernestijnse hertogdommen                            |                   |
| 15 | Ridder                    | Orde van de Aankondiging                                                                          | Koninkrijk Italië                                   | 1891              |
| 16 | Grootkruis                | Orde van Sint-Jozef                                                                               | Groothertogdom Toscane                              |                   |
| 17 | Grootkruis                | Orde van de Heilige Ferdinand en de Verdienste                                                    | Koninkrijk der Beide Siciliën                       |                   |
| 18 | Ridder                    | Orde van Christus                                                                                 | Heilige Stoel                                       |                   |
| 19 | Grootkruis                | Orde van het Heilig Graf van Jeruzalem                                                            | Heilige Stoel                                       |                   |
| 20 | Baljuw-Grootkruis         | Orde van Malta                                                                                    |                                                     |                   |
| 21 | Grootlint                 | Chrysanthemumorde                                                                                 | Japans Keizerrijk                                   | 27 juli 1893      |
| 22 | Ridder-grootcommandeur    | Orde van de Kroon van Johor                                                                       | Johor                                               |                   |
| 23 | Grootkruis                | Orde van Danilo                                                                                   | Vorstendom Montenegro                               |                   |
| 24 | Grootkruis                | Huisorde van de Wendische Kroon                                                                   | Mecklenburg                                         |                   |
| 25 | Grootkruis                | Huisorde en Orde van Verdienste van Hertog Peter Friedrich Ludwig                                 | Groothertogdom Oldenburg                            |                   |
| 26 | Grootkruis                | Lint van de Twee Orden                                                                            | Koninkrijk Portugal                                 |                   |
| 27 | Ridder met Keten          | Orde van de Zwarte Adelaar                                                                        | Koninkrijk Pruisen                                  |                   |
| 28 | Grootcommandeur met Keten | Huisorde van Hohenzollern                                                                         | Koninkrijk Pruisen                                  |                   |
| 29 | Kruis                     | Gouden Kruis voor Militaire Verdienste                                                            | Koninkrijk Pruisen                                  |                   |
| 30 | Grootkruis                | Orde van Carol I                                                                                  | Koninkrijk Roemenië                                 |                   |
| 31 | Grootkruis                | Orde van de Ster van Roemenië                                                                     | Koninkrijk Roemenië                                 |                   |
| 32 | Grootkruis                | Orde van de Witte Valk                                                                            | Groothertogdom Saksen-Weimar-Eisenach               | 1892              |
| 33 | Grootkruis                | Kroonorde                                                                                         | Koninkrijk Württemberg                              | 1889              |
| 34 | Gouden medaille           | Gouden Jubileum medaille                                                                          | Koninkrijk Württemberg                              |                   |
| 35 | Ridder                    | Orde van de Kroon van Wijnruit                                                                    | Koninkrijk Saksen                                   |                   |
| 36 | Grootkruis                | Orde van de Witte Adelaar                                                                         | Koninkrijk Servië                                   |                   |
| 37 | Ridder                    | Orde van het Koninklijk Huis van Chakri                                                           | Koninkrijk Thailand                                 | 1 juni 1902       |
| 38 | Grootkruis met Keten      | Orde van Karel III                                                                                | Koninkrijk Spanje                                   | 5 mei 1906        |
| 39 | Ridder                    | Orde van de Serafijnen                                                                            | Unie tussen Zweden en Noorwegen                     | 19 September 1890 |
| 40 | Ridder                    | Orde van Sint-Andreas de Eerstgeroepene                                                           | Keizerrijk Rusland                                  |                   |
| 41 | Ridder                    | Alexander Nevski-orde                                                                             | Keizerrijk Rusland                                  |                   |
| 42 | Ridder                    | Orde van de Witte Adelaar                                                                         | Keizerrijk Rusland                                  |                   |
| 43 | 1e Klasse                 | Orde van Sint-Anna                                                                                | Keizerrijk Rusland                                  |                   |
| 44 | 1e Klasse                 | Orde van Sint-Stanislaus                                                                          | Keizerrijk Rusland                                  |                   |
| 45 | Ridder grootkruis         | Orde van het Bad                                                                                  | Verenigd Koninkrijk van Groot-Brittannië en Ierland | 19 februari 1901  |
| 46 | Ridder                    | Orde van de Kousenband                                                                            | Verenigd Koninkrijk van Groot-Brittannië en Ierland | 15 juli 1902      |
| 47 | Medaille                  | Medaille voor het Diamanten Jubileum van Koningin Victoria                                        | Verenigd Koninkrijk van Groot-Brittannië en Ierland |                   |
| 48 | Medaille                  | Kroningsmedaille van Edward VII                                                                   | Verenigd Koninkrijk van Groot-Brittannië en Ierland |                   |